# Jorge Antonio Fernández Hengge
Jorge Antonio Fernández Hengge, conocido como Jorge Fernández (Granada, España, 22 de marzo de 1989), es un jugador español de baloncesto que juega de base en la Fundación Club Baloncesto Granada.

## Trayectoria
Jorge Fernández se formó en las categorías inferiores del Colegio Agustinos de Granada  y el CB Granada.
Su debut en la ACB fue en 2007 ante el Cajasol, con 38 segundos jugados, y 1 de valoración.

### Selcción nacional
Fue medalla de bronce en el Campeonato de Europa Sub-20 con la selección española en el torneo celebrado en Grecia en 2009. 